# Henri-Antoine Mézière
Pour les articles homonymes, voir Mézières.
Henri-Antoine Mézière, baptisé à Montréal le 6 décembre 1771 et décédé à Bordeaux le 4 janvier 1846, est un agent politique, fonctionnaire, éditeur et journaliste québécois.

## Biographie
Son père, Pierre-François Mézière, né à Dijon, avocat et notaire, émigre au Canada français vers la fin du Régime français. Sa mère se nomme Michel-Archange Campeau. Il a 14 frères et sœurs (6 meurent avant d'atteindre l'âge adulte.)
De 1782 à 1788, il fait des études au collège Saint-Raphaël à Montréal.
En janvier 1788, il publie sa première poésie dans La Gazette de Montréal, journal fondé par Fleury Mesplet.
En mai 1793, il quitte le Bas-Canada pour les États-Unis. Après être passé par New York, il atteint Philadelphie et entre en relations avec Edmond-Charles Genêt, ambassadeur plénipotentiaire du gouvernement révolutionnaire de la Première République française. Depuis sa déclaration de guerre à George III, roi de la Grande-Bretagne, le 1er février, la France cherche à soulever la population du Haut-Canada et du Bas-Canada contre le gouvernement colonial britannique installé par la Conquête de 1760.
En juin, Mézière soumet un texte intitulé Observation sur l'état actuel du Canada et sur les dispositions politiques de ses habitants, dans lequel il affirme que la population canadienne peut être amenée à se soulever contre les autorités britanniques avec l'aide de la France. L'ambassade le charge ensuite d'ouvrir une correspondance fiable avec le Canada à partir des États-Unis et de distribuer des « papiers patriotiques, des chansons, des bulletins de la convention et une adresse » rédigée par l'ambassade et intitulée Les Français libres à leurs frères les Canadiens.
Après avoir accompli cette mission, on le désigne « agent politique » et il prend part à une opération militaire contre Halifax. L'Éole, navire français sous la commande du contre-amiral Sercey, ne parvient pas à accomplir sa mission, qui est abandonnée. Le navire, avec Mézière toujours à bord, traverse finalement l'atlantique et accoste à Brest le 2 novembre 1793.
Le 4 janvier 1794, il soumet un Mémoire sur la situation du Canada et des États-Unis à Jean Dalbarade, alors ministre de la marine.
Après un épisode fâcheux avec la justice qui le mène en prison pendant quelques mois, il se trouve un emploi de fonctionnaire dans la ville de Bordeaux.
Il quitte la France pour New York à la suite de la Restauration de 1816. Il subsiste en enseignant le français. Avec l'aide de ses sœurs et de son ami Louis-Charles Foucher, il rentre à Montréal le 3 septembre. Il signe une déclaration de repentir pour sa collaboration avec la France et jure fidélité à la couronne britannique devant le juge de paix Jean-Marie Mondelet.
En février 1817, il devient copropriétaire du journal Le Spectateur canadien avec Charles-Bernard Pasteuret. Mézière quitte le journal à la suite d'une mésentente avec son associé.
En 1818, il commence à faire paraître un journal bimensuel, L’Abeille canadienne. Le journal ne dure que six mois, jusqu'au 15 janvier 1819. La même année, Mézière rentre en France et ne reviendra plus en Amérique.

## Ouvrages
- La Bastille septentrionale, ou les trois sujets britanniques opprimés (1791).
- Observation sur l'état actuel du Canada et sur les dispositions politiques de ses habitants (1793).
- Mémoire sur la situation du Canada et des États-Unis (1794).
- L'Abeille canadienne, journal de littérature et de sciences (1818-1819).